# 朧月夜 (源氏物語)
朧月夜（おぼろづくよ、おぼろづきよ）は、紫式部の物語『源氏物語』の架空の登場人物。六の君、有明の君、尚侍君（かんのきみ）とも呼ばれる。

## 概要
この名は大江千里（歌人）の和歌「照りもせず曇りもはてぬ春の夜の朧月夜にしく（似る）ものぞなき」に由来する。当時権勢を誇った桐壺帝の右大臣の六の君（六番目の娘）で、弘徽殿女御の妹という高貴な生まれだが、作中では珍しい艶やかで奔放な気性の女君である。
姉弘徽殿女御の産んだ東宮（後の朱雀帝）の女御に入内する予定だったが、宮中の桜花の宴の夜に思いがけなくも光源氏と出会い、後に関係が発覚して入内は取り止めになる。葵の上の死後、右大臣は源氏と結婚させることも考えたが、弘徽殿女御が猛反対し、源氏自身も既に紫の上を妻にしていたため実現しなかった。
始め御匣殿別当として登華殿にあり、後に尚侍（ないしのかみ）となって弘徽殿に移る。その美貌と当世風で華やかな人柄から朱雀帝の寵愛を一身に受ける一方、源氏との逢瀬も密かに続けていた。朱雀帝は自身が源氏の魅力に及ばぬことを認め、朧月夜を責めなかったが、彼女との関係が発覚したことが右大臣と弘徽殿大后の怒りを買い、源氏須磨流しの一因となった。
源氏の不在中に父太政大臣（元右大臣）が死去。朱雀帝退位の後、源氏の全盛時代には朱雀院に従った。朱雀院出家後に再び源氏と関係を持つが、最後は源氏にも告げずに院の後を追い出家、物語から退場する。